# Matano
Matano (indonésky Danau Matano) je tektonické jezero v provincii Jižní Celebes v Indonésii. Má rozlohu 164,1 km² a dosahuje maximální hloubky 590 m. Je to osmé nejhlubší jezero na světě.

## Vodní režim
Z jezera odtéká řeka Penten.